# Gobiosoma schultzi
Gobiosoma schultzi és una espècie de peix de la família dels gòbids i de l'ordre dels cipriniformes que es troba al llac Maracaibo (Veneçuela).